# Brückenbauer (Auszeichnung)

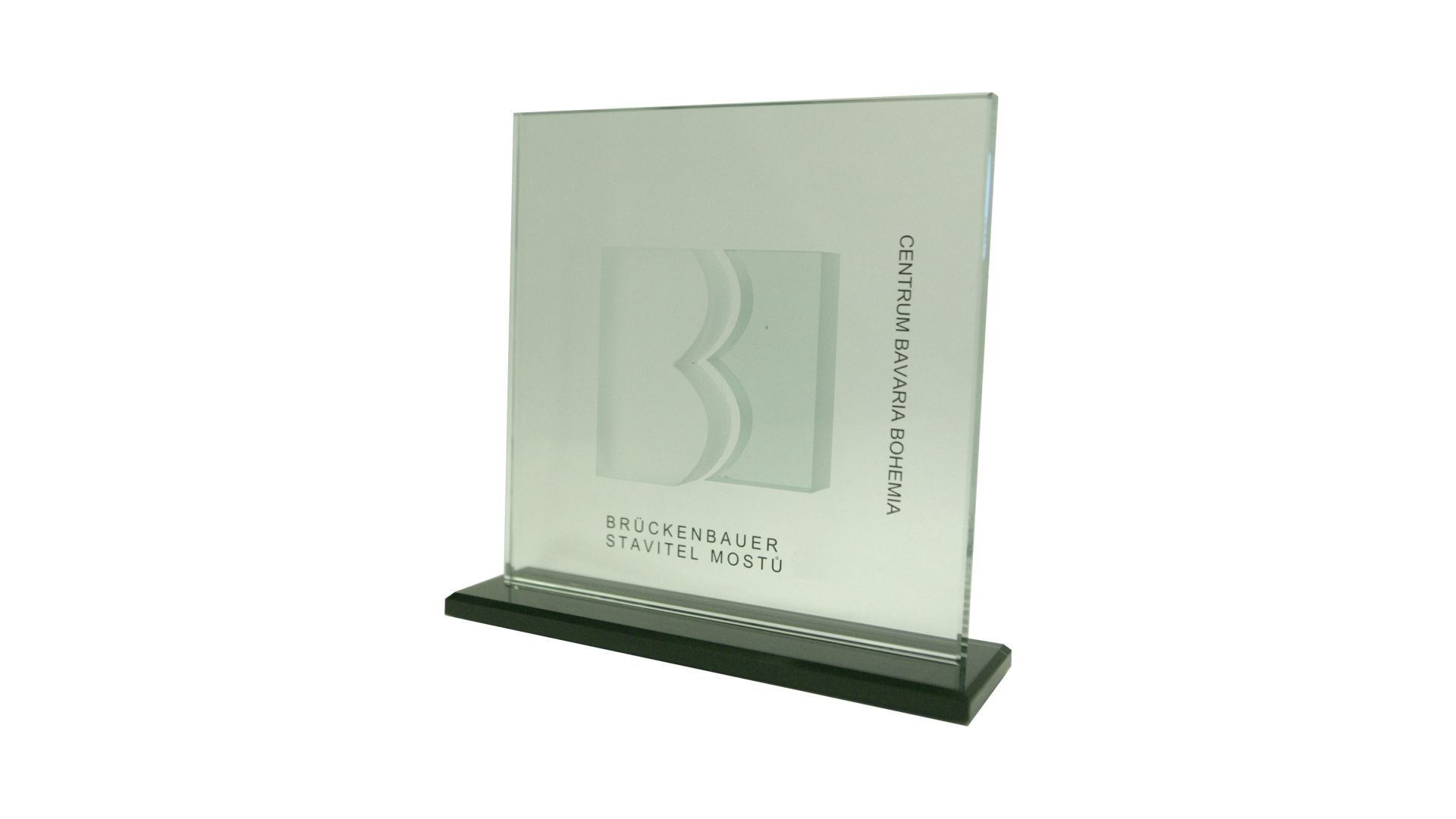

Bavaria Bohemia e.V., Trägerverein des Centrum Bavaria Bohemia (CeBB) in Schönsee, stiftete auf Anregung seines Kuratoriums erstmals im Jahr 2007 den Preis Brückenbauer | Stavitel mostů. Diese Auszeichnung wird jährlich vergeben.
Der Preis wird für vorbildliches, beispielhaftes und wegweisendes Engagement zur Vertiefung der guten Nachbarschaft in den bayerischen und tschechischen Nachbarregionen verliehen.
Preisträger sind Bürgerinnen und Bürger, die sich vielfach ehrenamtlich, weit über ihre beruflichen Verpflichtungen hinaus und oft außerhalb des Rampenlichts der Öffentlichkeit der grenzüberschreitenden Zusammenarbeit widmen und mit ihrem ausgeprägten Engagement Vorbild sind.
Institutionelle Preisträger sind verantwortlich für grenzüberschreitende Kultur-, Bildungs- und Partnerprojekte, die in ihrer Zielsetzung zur Verständigung mit dem Nachbarland beitragen, partnerschaftlich umgesetzt werden und die Völkerverständigung fördern.
Die Auszeichnung Brückenbauer | Stavitel mostů soll motivieren, es den von Bavaria Bohemia e.V. Geehrten gleichzutun. Um das kulturelle und partnerschaftliche Leben in den bayerischen und tschechischen Nachbarregionen vom Nebeneinander zu mehr Miteinander zu führen, werden viele Menschen, Kulturinitiativen und Institutionen gebraucht, die sich in vielfältiger Weise der Vertiefung und Belebung der guten Nachbarschaft widmen.
Der Preis zeigt das Logo von Bavaria Bohemia als Silhouette in Glas und wird zusammen mit einer Urkunde verliehen.

## Preisträger
| Jahr | Kategorie                           | Preisträger                                                                                         |
| ---- | ----------------------------------- | --------------------------------------------------------------------------------------------------- |
| 2007 | Persönlichkeiten                    | František Čurka                                                                                     |
| 2007 | Persönlichkeiten                    | Vlastimil Dřímal                                                                                    |
| 2007 | Persönlichkeiten                    | Ladislav Fňouka                                                                                     |
| 2007 | Persönlichkeiten                    | Wolfgang Herzer                                                                                     |
| 2007 | Persönlichkeiten                    | Jan Horník                                                                                          |
| 2007 | Persönlichkeiten                    | Egid Hofmann                                                                                        |
| 2007 | Persönlichkeiten                    | Zbyněk Illek                                                                                        |
| 2007 | Persönlichkeiten                    | Jaroslava Seidlmayer                                                                                |
| 2007 | Persönlichkeiten                    | Bernhard Setzwein                                                                                   |
| 2007 | Persönlichkeiten                    | Herbert Unnasch                                                                                     |
| 2007 | Persönlichkeiten                    | Anton Witt                                                                                          |
| 2007 | Kulturinitiativen / Partnerprojekte | Bayerisch-Böhmischer Festspielsommer Bärnau/Tachov                                                  |
| 2007 | Kulturinitiativen / Partnerprojekte | Jugendbildungsstätte Waldmünchen der KAB & CAJ gGmbH und der Verein Knoflík                         |
| 2008 | Persönlichkeiten                    | Katharina Eisch-Angus                                                                               |
| 2008 | Persönlichkeiten                    | Pavel Faschingbauer                                                                                 |
| 2008 | Persönlichkeiten                    | Max Fischer                                                                                         |
| 2008 | Persönlichkeiten                    | Marcel Fišer                                                                                        |
| 2008 | Persönlichkeiten                    | Heidi und Hans-Joachim Goller                                                                       |
| 2008 | Persönlichkeiten                    | Josef Hrubý                                                                                         |
| 2008 | Persönlichkeiten                    | Hermann Plötz                                                                                       |
| 2008 | Persönlichkeiten                    | Zdeněk Procházka                                                                                    |
| 2008 | Persönlichkeiten                    | František Vlček                                                                                     |
| 2008 | Persönlichkeiten                    | Hans Wurm                                                                                           |
| 2008 | Kulturinitiativen / Partnerprojekte | Vereinigung der Städte mit hussitischer Geschichte und Tradition                                    |
| 2008 | Kulturinitiativen / Partnerprojekte | Förderkreis Deutsch-Tschechischer Schulen zwischen Nürnberg und Prag e.V.                           |
| 2009 | Persönlichkeiten                    | Erwin Aschenbrenner                                                                                 |
| 2009 | Persönlichkeiten                    | Bernhard M. Baron                                                                                   |
| 2009 | Persönlichkeiten                    | Věra und Tadeusz Biedroň                                                                            |
| 2009 | Persönlichkeiten                    | Alois Gillitzer                                                                                     |
| 2009 | Persönlichkeiten                    | Kaspar Sammer                                                                                       |
| 2009 | Persönlichkeiten                    | Georg Schatz                                                                                        |
| 2009 | Persönlichkeiten                    | Josef Thums                                                                                         |
| 2009 | Persönlichkeiten                    | Gertrud Trepková                                                                                    |
| 2009 | Persönlichkeiten                    | Miroslava Vacková                                                                                   |
| 2009 | Kulturinitiativen / Partnerprojekte | Schule am Regenbogen, Sonderpädagogisches Förderzentrum Cham und Základní škola praktická Domažlice |
| 2009 | Kulturinitiativen / Partnerprojekte | Partnerprojekt Trautwein-Volksschule Moosbach und Základní škola Bělá nad Radbuzou                  |
| 2009 | Ehrenpreis                          | Hans Eibauer                                                                                        |
| 2010 | Persönlichkeiten                    | Vladimír Born                                                                                       |
| 2010 | Persönlichkeiten                    | Klaus-Hannes Kahler                                                                                 |
| 2010 | Persönlichkeiten                    | Alois Öllinger                                                                                      |
| 2010 | Persönlichkeiten                    | Václav Peteřík                                                                                      |
| 2010 | Persönlichkeiten                    | Jan Samec                                                                                           |
| 2010 | Persönlichkeiten                    | Miroslava Šebestová                                                                                 |
| 2010 | Persönlichkeiten                    | Edmund Stern                                                                                        |
| 2010 | Persönlichkeiten                    | Franz Tremmel                                                                                       |
| 2010 | Persönlichkeiten                    | Egon Urmann                                                                                         |
| 2010 | Kulturinitiativen / Partnerprojekte | Werner-von-Siemens Gymnasium Regensburg und Jindřich Šimon Baar-Gymnasium Domažlice                 |
| 2010 | Kulturinitiativen / Partnerprojekte | Čojč Land Netzwerk                                                                                  |
| 2010 | Ehrenpreis                          | Jiří Gruša                                                                                          |
| 2011 | Persönlichkeiten                    | Leopold Graf Deym                                                                                   |
| 2011 | Persönlichkeiten                    | Josef Gillitzer                                                                                     |
| 2011 | Persönlichkeiten                    | Kristina Jurosz-Landová                                                                             |
| 2011 | Persönlichkeiten                    | Věra Knetlová                                                                                       |
| 2011 | Kulturinitiativen / Partnerprojekte | Bürgervereinigung Antikomplex                                                                       |
| 2011 | Kulturinitiativen / Partnerprojekte | Deutsch-tschechischer Stammtisch „Ahoj sousedé! – Hallo Nachbar!“                                   |
| 2012 | Persönlichkeiten                    | Pavel Fencl                                                                                         |
| 2012 | Persönlichkeiten                    | Horst Frickinger                                                                                    |
| 2012 | Persönlichkeiten                    | Widmar Hader                                                                                        |
| 2012 | Persönlichkeiten                    | Tomáš Jílek, CSc.                                                                                   |
| 2012 | Persönlichkeiten                    | Rita Kielhorn                                                                                       |
| 2012 | Kulturinitiativen / Partnerprojekte | Partnerschaftskomitees Schwandorf und Sokolov                                                       |
| 2012 | Kulturinitiativen / Partnerprojekte | Förderverein Wallfahrtskirche Maria Kulm e.V.                                                       |
| 2012 | Kulturinitiativen / Partnerprojekte | Sprachoffensive Tschechisch an Oberpfälzer Realschulen                                              |
| 2012 | Ehrenpreis                          | František Radkovský                                                                                 |
| 2013 | Persönlichkeiten                    | Walter Annuß                                                                                        |
| 2013 | Persönlichkeiten                    | Dalibor Blažek                                                                                      |
| 2013 | Persönlichkeiten                    | Anna Kocourková & Karel Kocourek                                                                    |
| 2013 | Kulturinitiativen / Partnerprojekte | Deutsch-Tschechische Fußballschule e.V., Rehau und Česko-německá fotbalová škola, Františkovy Lázně |
| 2013 | Kulturinitiativen / Partnerprojekte | Grund- und Mittelschule Tiefenbach und Základní škola Štěnovice                                     |
| 2013 | Wirtschaft                          | Josef Kappenberger, K+B E-Tech GmbH & Co. KG                                                        |
| 2013 | Wirtschaft                          | Helmut Schweiger, Gerresheimer Horsovský Týn spol. s.r.o                                            |
| 2014 | Persönlichkeiten                    | Friedrich Brandl                                                                                    |
| 2014 | Persönlichkeiten                    | Emil Kronschnabl                                                                                    |
| 2014 | Persönlichkeiten                    | Václav Maidl                                                                                        |
| 2014 | Persönlichkeiten                    | Stephan Unglaub                                                                                     |
| 2014 | Kulturinitiativen / Partnerprojekte | Kindergartenprojekt der Partnergemeinden Waldthurn und Hostouň                                      |
| 2014 | Kulturinitiativen / Partnerprojekte | Karl Klostermann – Dichter des Böhmerwaldes e.V., Sektionen Grafenau und Srní                       |
| 2014 | Wirtschaft                          | Hartmut Wolff                                                                                       |
| 2014 | Ehrenpreis                          | Hans Schaidinger                                                                                    |
| 2014 | Ehrenpreis                          | Martin Baxa                                                                                         |
| 2015 | Persönlichkeiten                    | Edeltraud Caranová und Dušan Caran                                                                  |
| 2015 | Persönlichkeiten                    | Hubert Huber                                                                                        |
| 2015 | Persönlichkeiten                    | Karl Reitmeier                                                                                      |
| 2015 | Persönlichkeiten                    | Zdeněk Roučka                                                                                       |
| 2015 | Persönlichkeiten                    | Albrecht Schläger                                                                                   |
| 2015 | Persönlichkeiten                    | Ivan Slabý                                                                                          |
| 2015 | Kulturinitiativen / Partnerprojekte | Bohemicum Regensburg – Passau                                                                       |
| 2015 | Kulturinitiativen / Partnerprojekte | Ortenburg-Gymnasium Oberviechtach und Obchodní akademie Praha                                       |
| 2015 | Wirtschaft                          | Ernst und Thomas Hanauer, emz-Hanauer GmbH & Co. KGaA                                               |
| 2016 | Kulturinitiativen / Partnerprojekte | Joseph-von-Fraunhofer-Gymnasium Cham und Gymnázium Luďka Pika v Plzni                               |
| 2016 | Ehrenpreis                          | Birgit Seelbinder                                                                                   |
| 2016 | Ehrenpreis                          | Bernd Posselt                                                                                       |
| 2016 | Ehrenpreis                          | Karel Schwarzenberg                                                                                 |
| 2017 | Persönlichkeiten                    | Masumi Böttcher-Muraki                                                                              |
| 2017 | Persönlichkeiten                    | Petr Rojík                                                                                          |
| 2017 | Persönlichkeiten                    | Johann Walbrunn                                                                                     |
| 2017 | Kulturinitiativen / Partnerprojekte | Deutsch-tschechischer Kindergarten „Fuchsbau“                                                       |
| 2017 | Kulturinitiativen / Partnerprojekte | Naabtal-Realschule Nabburg und Základní škola Horšovský Týn                                         |
| 2017 | Kulturinitiativen / Partnerprojekte | Grundschule und Mittelschule Altenstadt a.d.Waldnaab und Základní škola Kladruby                    |
| 2017 | Kulturinitiativen / Partnerprojekte | Gymnasium Zwiesel und Gymnázium Vodňany                                                             |
| 2018 | Persönlichkeiten                    | František Kubů                                                                                      |
| 2018 | Persönlichkeiten                    | Dana Pflaum                                                                                         |
| 2018 | Persönlichkeiten                    | Herbert Pöhnl                                                                                       |
| 2018 | Persönlichkeiten                    | Michal Šnebergr                                                                                     |
| 2018 | Kulturinitiativen / Partnerprojekte | Tschechische Schule in Regensburg                                                                   |
| 2018 | Kulturinitiativen / Partnerprojekte | Partnerschaft der Landkreismusikschule Cham, Kunstgrundschule Klattau und Kunstgrundschule Taus     |
| 2018 | Kulturinitiativen / Partnerprojekte | IHK Regensburg/Kelheim                                                                              |
| 2018 | Ehrenpreis                          | Daniel Herman                                                                                       |
| 2018 | Ehrenpreis                          | Emilia Müller                                                                                       |
| 2019 | Persönlichkeiten                    | Vladimír Líbal                                                                                      |
| 2019 | Persönlichkeiten                    | Ludwig Rechenmacher                                                                                 |
| 2019 | Persönlichkeiten                    | Kateřina Kovačková                                                                                  |
| 2019 | Persönlichkeiten                    | Cordula Winzer-Chamrád und Petr Chamrád                                                             |
| 2019 | Kulturinitiativen / Partnerprojekte | Pascherverein Schönseer Land e.V.                                                                   |
| 2020 | Persönlichkeiten                    | Veronika Kupková                                                                                    |
| 2020 | Persönlichkeiten                    | Eugenie von Trützschler                                                                             |
| 2020 | Persönlichkeiten                    | Karl Suchý                                                                                          |
| 2020 | Kulturinitiativen / Partnerprojekte | Schulpartnerschaft Realschule Vohenstrauß – Gymnasium und Handelsakademie Stříbro                   |
| 2020 | Ehrenpreis                          | Jaroslav Rudiš                                                                                      |
| 2021 | Sonderauszeichnung                  | Grenzpendler, vertreten durch die Pendlerassoziation der Tschechischen Republik                     |
| 2022 | Persönlichkeiten                    | Heidi Wolf                                                                                          |
| 2022 | Persönlichkeiten                    | Irene Fritz                                                                                         |
| 2022 | Persönlichkeiten                    | Andi Dünne                                                                                          |
| 2022 | Persönlichkeiten                    | Václava Jandečková                                                                                  |
| 2022 | Persönlichkeiten                    | Jan Kvapil                                                                                          |
| 2022 | Kulturinitiativen / Partnerprojekte | Partnerschaft der Werner-von-Siemens Schule Cham und der Berufsschule Domažlice                     |
| 2023 | Persönlichkeiten                    | Heinrich Vierlinger                                                                                 |
| 2023 | Persönlichkeiten                    | Karel Štěpán Odstrčil                                                                               |
| 2023 | Kulturinitiativen / Partnerprojekte | SC Weiding e.V.                                                                                     |
| 2023 | Kulturinitiativen / Partnerprojekte | Kommunalpartnerschaft Waldthurn – Hostouň                                                           |
| 2023 | Wirtschaft                          | Konplan s.r.o.                                                                                      |
| 2024 | Persönlichkeiten                    | Jeand Ritzke Rutherford und Karl-Ludwig Ritzke                                                      |
| 2024 | Persönlichkeiten                    | Bára Procházková                                                                                    |
| 2024 | Kulturinitiativen / Partnerprojekte | Sigmund-Wann-Realschule Wunsiedel                                                                   |
| 2024 | Ehrenpreis                          | Ludwig Spaenle                                                                                      |
| 2024 | Ehrenpreis                          | Jiří Fajt                                                                                           |